# Jørgen Peter Müller

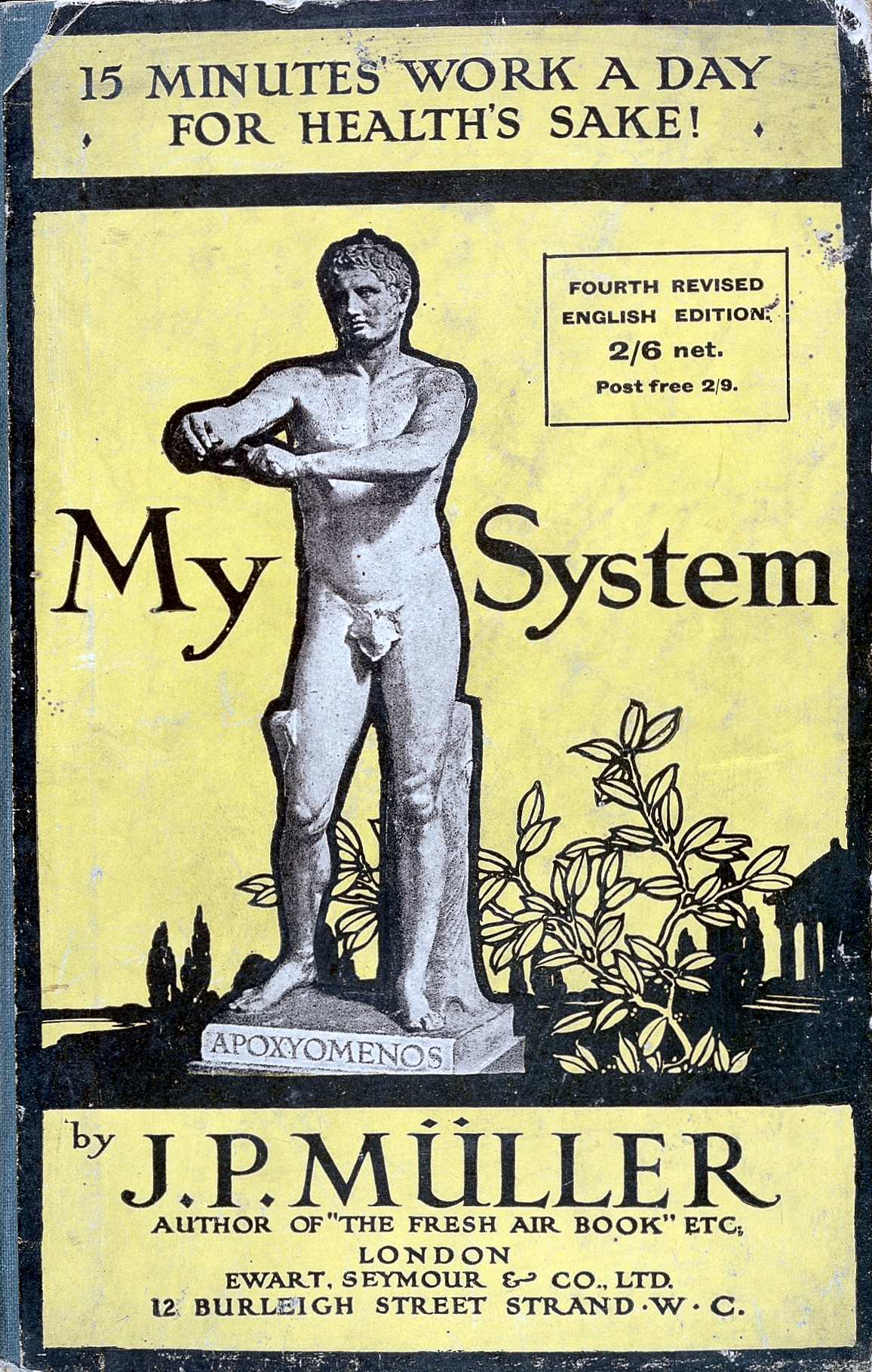
Coperta cărții My System, 15 minutes work a day for health's sake

Jørgen Peter Müller (n. 7 octombrie 1866, Asserballe⁠(d), Danemarca – d. 17 noiembrie 1938, Aarhus, Danemarca) a fost un antrenor de gimnastică danez, ce a publicat mai multe cărți de popularizare a educației fizice. El este cunoscut, de asemenea, sub numele de J. P. Muller.

## Biografie
Müller a fost decorat cu Ordinul Dannebrog în grad de cavaler în 1919.

## Sistemul lui Müller
Cartea sa Mit System (Sistemul meu), publicată în 1904, a fost un bestseller și a fost tradusă în limba engleză și în multe alte limbi. Sistemul meu explică filozofia sănătății promovată de Müller și oferă îndrumări pentru cele 18 exerciții care compun sistemul, precum și instrucțiuni fotografice în care apare Müller. O mare parte a sistemului său a fost acceptată de comunitatea medicală, iar multe din mișcările sale de bază sunt folosite în fizioterapia și reabilitarea fizică modernă. Accentul este pus pe exercițiile de control al greutății corporale, iar utilizarea întinderii dinamice este utilă pentru mulți oameni și s-a dovedit adecvată pentru o gamă largă de pacienți.
Pe lângă practicarea exercițiilor de întindere și respirație, Müller a pledat pentru obiceiul frecării cu un prosop după baia zilnică, a evidențiat beneficiile respirării unui aer proaspăt și a avertizat împotriva pericolelor create de purtarea prea multor haine.
În unele cazuri, el și-a rescris cărțile în limba engleză în loc să le traducă direct din limba daneză.
Sistemul lui Jørgen Peter Müller era popular în România în anii '20 ai secolului al XX-lea, iar prof. Alcibiade Gâțu, unul din personajele romanului Întunecare (1927-1928) al lui Cezar Petrescu, îl practica în primăvara anului 1917 într-o căsuță din cartierul ieșean Tătărași.

## Familia sa
Müller a avut trei fii pe nume Ib, Per și Bror, care apar în fotografiile din cărțile sale.

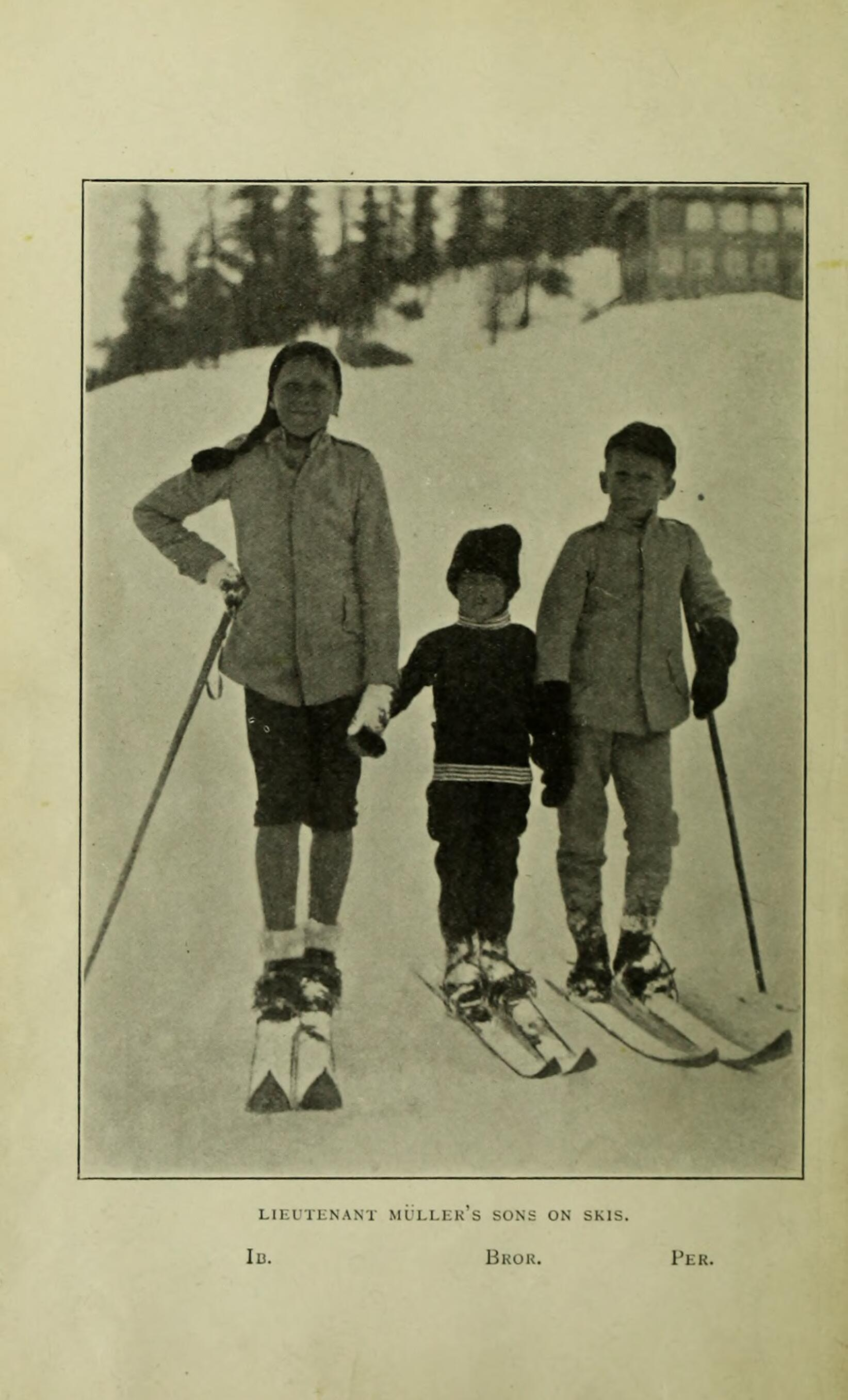
Copiii lui J.P. Müller, Ib, Bror și Per

## Cărți publicate
- My System, 1904
- Vink om sundhedsrøgt og idræt, 1907
- The Fresh Air book, 1908
- My System for Children, 1913
- My System for Women, 1913
- My Breathing System, 1921
- The Daily Five Minutes, 1924